# Media Nusantara Citra
A PT media Nusantara Citra Tbk é uma empresa de mídia na Indonésia fundada em 1997. É propriedade da PT Global Mediacom Tbk. Em 17 de outubro de 2011, a empresa de investimentos estadunidense com sede em Los Angeles, a Saban Capital Group adquiriu uma participação na mesma de 7,5%.
As empresas multinacionais incluem meios de radiodifusão, mídia impressa, rádio, telecomunicações, serviços financeiros, agências e compras on-line. Em 2010, a MNC Media adquiriu a PT Java Festival Production e mudar o nome para se tornar a "PT MNC Festival Production".